# Godepert longobárd király
Godepert, más írásmóddal Godebert, Gundipert, Gundebert, Godipert, Godpert, Gotebert, Gotbert, Gotpert, Gosbert, vagy Gottbert (638 k. – 662) longobárd király 661-től haláláig.

## Élete
I. Aripert legidősebb[forrás?] fiaként született. Öccsével, Perctarittal közösen lépett a trónra 661-ben. Míg katolikus fivére Milánóból uralkodott, az ariánus Godepert Paviában rendezte be be székhelyét. A háború még az évben elkezdődött köztük. Godepert Benevento hercegét, I. Grimoaldot hívta segítségül, aki azonban meggyilkolta a királyt Paviái palotájában, a Reggiában[forrás?], majd átvette az ország másik részét is a menekülő Perctarittól.

## Gyermekei
Godepert feleségének a neve nem ismert. Egy gyermekük neve maradt csak fenn:
- Reginpert longobárd király[3] (kb. 660 – 701 vége)

## Eredeti források
- Andreæ Bergomatis Chronicon
- Pauli Historia Langobardorum